# TSM Business School
TSM Business School is een Nederlandse particuliere onderwijsinstelling in Enschede die zich richt op bedrijfskundige en MBA-opleidingen.
Het gaat bij de opleidingen meestal om post-hbo of in-company, onder meer op het gebied van strategisch management, strategische marketing, prestatiemanagement en bouwmanagement. De MBA-opleidingen zijn gericht op sectoren als het bankwezen, de bouw en de zorg en zijn geaccrediteerd voor de titel van Master of Science. Het instituut stond in 2011 met een aandeel van 5% op de vijfde plaats van businessschools in Nederland en stond volgens de lezers van het magazine Management Team in 2013 bovenaan in de lijst van best beoordeelde opleiders.
Het instituut werd in 1987 opgericht. Het had in 2015, net als andere businessschools in Nederland, te maken met een dalend aantal studenten. Begin dat jaar werd het overgenomen door AOG Holding met vestigingen in Groningen en Leusden. De Universiteit Twente verkreeg toen twintig procent van de aandelen in AOG. Op dat moment had het 21 vaste medewerkers en waren rond de 120 freelance docenten aan het instituut verbonden. Later dat jaar ging het failliet en maakte het een doorstart, waarbij 10 van de 21 werknemers hun baan verloren.
Het heeft anno 2020 een samenwerkingsverband met het Polytechnic College Suriname in Suriname.